# Megadeth
Megadeth — американський треш-метал гурт із міста Лос Анджелес, штат Каліфорнія, сформований в 1983 році. Колектив заснували гітарист і вокаліст Дейв Мастейн і бас-гітарист Девід Еллефсон після того, як Мастейн був звільнений з гурту Metallica. Відтоді Megadeth випустили 14 студійних альбомів. Гурт є одним з найбільш комерційно успішних треш-метал колективів, продавши більше ніж 25 млн альбомів в усьому світі, включаючи номінований на «Греммі» мульти-платиновий альбом Countdown to Extinction . Тільки у Сполучених Штатах Megadeth отримали п'ять платинових, сім золотих альбомів і вісім номінацій на премію «Греммі» як найкращий виконавець музики в жанрі «хеві-метал» . Гурт розпався у 2002 році після того, як Мастейн сильно пошкодив променевий нерв, але, пройшовши фізіотерапію, у 2004 році Дейв відновив гурт, яка в тому ж році випустила альбом The System Has Failed, що стартував на 18 місці в хіт-параді найпопулярніших альбомів журналу Billboard .
Станом на 2017 рік Megadeth продали 38 млн копій у всьому світі, з шістьма з його 14-ти студійних альбомів платиновим у США, і отримали 11 номінацій Греммі. Талісман гурту, Вік Раттлхед, регулярно з'являється на обкладинках альбомів, і з 2010 року на концертах. Гурт пережив суперечки його музичним підходом та ліризму, у тому числі скасованих концертів та заборон альбомів. MTV відмовився транслювати два відео гурту через те, що канал розгледів потурання самогубству.

## Історія

### 1983–84: Ранні роки
Влітку 1983 року через декілька місяців після того, як соло-гітарист Дейв Мастейн був звільнений з гурту Metallica через проблеми з алкоголем, наркотиками і конфлікти з іншими музикантами, він разом з басистом Девідом Еллефсоном, гітаристом Грегом Хендевідтом і барабанщиком Діджоном Каррутерсом створив гурт Megadeth.
Мастейн, рухомий бажанням помсти, додав музиці Megadeth потужності, збільшивши швидкість у вже наявних піснях, наприклад, в «Mechanix», яку раніше Metallica виконувала в повільнішому темпі. Після майже шести місяців безуспішних пошуків вокаліста Мастейн вирішив самостійно займатися провідним вокалом, будучи також основним автором пісень і музики гурту, а також ритм-гітаристом. Каррутерса незабаром замінив барабанщик Лі Рауш, а гітарист Грег Гендевідт залишив гурт наприкінці 1983 року і заснував власний, Kublai Khan. На початку 1984 року Megadeth записали демо з трьох пісень («Last Rites/Loved to Death», «Skull Beneath the Skin» і «Mechanix») в складі: Мастейн, Еллефсон і Рауш. Також до Megadeth як другий гітарист приєднався Керрі Кінг (відомий по Slayer), який виступав з гуртом на концертах, поки йому підшукувалася постійна заміна. Після декількох виступів в 1984 році Лі Рауша замінив ударник Гар Самуельсон. Завдяки своїм трьом демонстраційним пісням гурту вдалося підписати контракт з незалежною нью-йоркською звукозаписною компанією Combat Records, а в грудні в гурті нарешті з'явився другий гітарист Кріс Поланд, друг Гара.

### 1985:Killing Is My Business… And Business Is Good!
На початку 1985 року гурт отримав $8 000 від Combat Records для запису і випуску свого дебютного альбому. Проте після того, як вони витратили половину від цієї суми на наркотики і алкоголь, музиканти були вимушені звільнити свого продюсера і самостійно займатися випуском альбому. Попри це альбом Killing Is My Business… And Business Is Good!, що вийшов у травні 1985 року, був добре прийнятий і був сумішшю треш-металу, спід-металу і панк-року. На альбомі був представлений перший з численних каверів, виконаних Megadeth — версія класичної пісні Ненсі Сінатри «These Boots Are Made For Walking» в стилі спід-метал і зі словами, дещо зміненими Мастейном. Пізніше навколо цієї композиції розгорілися сварки, коли автор оригіналу, Лі Хезлвуд, назвав зроблені Мастейном зміни «огидними і образливими» і зажадав, щоб композицію прибрали з альбому. Під загрозою судового переслідування з 1995 року альбом видавався без цієї пісні, проте в 2002 році альбом був перевиданий з цим кавером, але усі змінені слова були замінені на звук «біп». Влітку 1985 року гурт уперше вирушив в концертний тур Сполученими Штатами і Канадою в підтримку Killing Is My Business, разом з гуртом Exciter. Під час туру новий гітарист Кріс Поланд несподівано покинув Megadeth і в терміновому порядку до кінця туру його заміняв Майк Альберт. Поланд повернувся в гурт в жовтні 1985, незадовго до початку роботи над другим альбомом.

### 1986–87:Peace Sells… But Who's Buying?
Другий альбом Megadeth, закінчений у березні 1986 року, знову отримав від Combat Records вельми скромний бюджет. До того ж гурт був незадоволений результатом мікшування запису. У підсумку, через невдоволення постійними фінансовими проблемами маленького незалежного лейблу, Megadeth підписали контракт з великою компанією Capitol Records, яка купила права на новий альбом. Лейбл найняв продюсера Пола Лені для повторного мікшування альбому. І в листопаді 1986 року, майже через рік після початку запису, Capitol Records видали Peace Sells... But Who's Buying?. Мастейн хотів писати свідоміші пісні, на відміну від звичайних метал-гуртів, які співали про «гедоністичні задоволення». На заголовний трек «Peace Sells» зняли кліп, який регулярно транслювався на MTV в передачі Headbangers Ball. А ще мелодія цієї пісні протягом багатьох років використовувалася як музична заставка перед новинами на MTV.
В лютому 1987 Megadeth виступають в розігріві у Еліса Купера під час туру Constrictor, який слідував за коротким туром на підтримку Mercyful Fate в США. Купер вчасно помітив, що Megadeth пристрастилися до важких наркотиків та алкоголю, і по-дружньому допоміг їм контролювати своїх «демонів». Відтоді вони зблизилися, і Мастейн навіть вважає Купера своїм хрещеним батьком. У березні цього ж року у Великій Британії гурт починає як хедлайнерий своє перше світове турне в компанії таких гуртів, як Overkill та Necros. Під час туру Мастейн і Еллефсон розглянули відхід Самуельсона через його надмірне зловживання наркотиками. Після заключного туру на Гаваях, у липні 1987, через проблем з наркотиками Гар Самуельсон та Кріс Поланд були звільнені з гурту. Мастейн стверджував, що Самуельсона неможливо контролювати, коли він п'яний. Для його заміни на всяк випадок навіть запросили барабанщика Чака Белера, оскільки були побоювання, що під час останніх турів Самуельсон буде просто не в змозі вийти на сцену. Мастейн говорив, що Поланд продавав обладнання гурту, щоб задовольняти свої все наростаючі потреби в наркотиках. Про це була складена пісня «Liar». Спочатку Поланд був замінений Джеєм Рейнолдсом з Malice, але його гурт якраз працював над записом свого альбому. Тоді Рейнолдса замінили на його викладача гітари Джефа Янга, який на шість тижнів приєднався до запису третього альбому Megadeth.

### 1988–89:So Far, So Good… So What!
З великим бюджетом записуючого лейбла та продюсером Полом Лені за пультом, Megadeth провели п'ять місяців за записом свого третього альбому So Far, So Good... So What!. На початку процесу виникли труднощі, частково пов'язані з безперервною боротьбою Мастейна з наркотичною залежністю. Пізніше він говорив: «Результат був жахливий, переважно через наркотики та пріоритети, які у нас були або яких у нас вчасно не виявилося». Також відбувалися сутички Мастейна з Лені, що почалися з того, що останній наполягав на записі барабанів окремо від тарілок (нечуване для рок-ударників). У процесі мікшування Мастейн і Лені посварилися, і Лені був змінений продюсером Майклом Вагенером, який перемікшував альбом.
В січні 1988 року Megadeth видали So Far, So Good… So What!, який, поки не став платиновим у США, піддавався атакам критиків, які стверджували, що «альбому бракує концептуальної та єдиної родзинки» і що він «націлений на загрозливе звучання, але здебільшого походить на натягнутий і якоюсь мірою незрілий». So Far, So Good… So What! містив сингл «In My Darkest Hour» (музика, написана Дейвом Мастейном як триб'ют загиблому басисту Metallica Кліффу Бертону. Пісня вітається фанатами та виконується відтоді майже в кожному концерті. So Far, So Good… So What! також включав кавер на пісню Sex Pistols «Anarchy In The U.K.» зі зміненими Мастейном словами (пізніше він зізнався, що погано розчув їх).
В червні 1988 року Megadeth з'являються в документальному фільмі Пенелопи Сферіс Падіння західної цивілізації 2: Роки металу, який в хронологічному порядку описував лос-анджелеську метал-сцену пізніх 80-х, основну увага зосереджуючи на глем-металі. На «In My Darkest Hour» Пенелопою Сферіс був знятий кліп (до її роботам також належать кліпи «Wake Up Dead» і «Anarchy In The UK»), який показується наприкінці фільму. 1991 року на відео Rusted Pieces Мастейн згадував про фільм, як про розчарування, яке зрівняло Megadeth з «стадом гуртів».
Megadeth почали світовий тур в підтримку So Far, So Good… So What!, виступаючи на розігріві у Dio в Європі в лютому 1988 року, а пізніше приєдналися до туру Iron Maiden в підтримку їх Seventh Son of a Seventh Son в США. У світлі наростаючих проблем з ударником Чаком Белера, Мастейн попросив барабанщика Ніка Менца працювати барабанним техніком. Як і попередній технік Гара Самюелсона, Менца повинен був бути готовий сісти за установку в разі, якщо Белер не зможе продовжувати тур.
В серпні 1988 року Megadeth виступили на фестивалі Monsters Of Rock в замку Доннінгтон в Британії, разом з Kiss, Iron Maiden, Helloween, Guns N' Roses та Девідом Лі Ротом перед аудиторією понад 100 000 осіб. Незабаром гурт приєднався до європейського туру Monsters Of Rock, але вибув після першого ж концерту через проблеми з наркотиками Еллефсона. Через деякий час Дейв Мастейн звільнив Чака Белера та Джеффа Янга і викреслив їх із запланованого австралійського туру. Пізніше він згадував: «У дорозі маленькі перепалки виростають в повномасштабні війни, я думаю, багато з нас були непослідовні через хлопця, якого ми чекали після концерту».
Будучи нездатним знайти вчасно підходящого соло-гітариста, Мастейн записав кавер на «No More Mr. Mice Guy» Еліса Купера в складі тріо (все ще не знайшовши барабанщика, Мастейн попросив Менца записати партії для цієї пісні). Пісня з'явилася в саундтреку до фільму жахів «Електрошок» Веса Крейвена. Коли гурт прослуховував нових кандидатів на місце соло-гітариста влітку 1989 року, Мастейн був арештований за водіння в стані наркотичного сп'яніння та зберігання наркотиків, коли він врізався в припаркований транспортний засіб, зайнятий поліцейськими, які не перебували при виконанні службових обов'язків. Суд ухвалив почати незабаром примусову реабілітацію, і Дейв вперше за десять років став вільним від наркотиків.

### 1990–91:Rust In Peace
Після цього Мастейн дав оголошення про набір до гурту нового гітариста. Мастейн хотів взяти в гурт справжнього гітариста-віртуоза і професіонала, з яким можна було б легко працювати і в плані виконання, і в плані написання пісень. З попередніх гітаристів Дейва цілком влаштовували стиль роботи Кріса Поланда і техніка Джеффа Янга, але жоден з них не влаштовував його як особистість. Тому запрошення були розіслані Даймбегу Дарреллу з Pantera, Джеффу Вотерсу з Annihilator і декільком іншим. Джефф Вотерс відмовив відразу, справи у його гурту Annihilator йшли і так непогано, а Даймбег Даррелл прийшов на прослуховування, але не захотів приєднуватися, якщо гурт не прийме також його брата, ударника Вінні Пола. Позаяк у Megadeth вже був найнятий ударник Нік Менца, Дарреллу довелося відмовити. Також серед прослуховуючих були Лі Альтус з Heathen і Ерік Мейер з Dark Angel. Пізніше він почув перший сольний альбом гітариста Марті Фрідмена Dragon's Kiss, яким був задоволений. Фрідмен прийшов на прослуховування. В лютому 1990 року він офіційно приєднався до Megadeth.
В оновленому складі гурт зі со-продюсером Майком Клінком вирушив в Rumbo Studios в березні 1990 року, щоб почати роботу над майбутнім альбомом Rust in Peace. Вперше за свою кар'єру, гурт працював в студії на тверезу голову, тим самим уникнувши багатьох проблем, з якими зіткнувся під час запису попередніх альбомів. Клінк також був першим продюсером, який вдало спродюсував альбом Megadeth від початку до кінця, не будучи звільненим.
Альбом Rust in Peace був виданий в вересні 1990 року, досягши 23 рядка в США і 8 у Великій Британії. Глибокий мелодійний зміст і вражаюче технічне виконання альбому принесли Megadeth номінацію на Греммі в категорії «Найкращий рок-альбом», але нагороду отримали Metallica за кавер-версію пісні «Stone Cold Crazy». Альбом був проданий в США в кількості 1 810 000.
Після виходу альбому Megadeth вирушили в світове турне, під час якого вони відвідали Південну Америку і Північну Америку, Європу і Азію і взяли участь на двох найбільших рок-фестивалях — Monsters of Rock в Ріо-де-Жанейро і Clash of the Titans в Лондоні, де грали з такими гуртами, як Judas Priest, Slayer, Sepultura, Guns N' Roses, Faith No More і Suicidal Tendencies.

### 1992–93:Countdown to Extinction
В січні 1992 року Megadeth на Enterprise Studios в Бербанку почали запис свого п'ятого альбому. Продюсером гурт обрав Макса Нормана, задоволений його мікшуванням Rust in Peace. Megadeth провели майже чотири місяці в студії з Норманом, 14 липня 1992 року видавши найбільш комерційно успішний альбом в історії Megadeth, Countdown to Extinction. Еллефсон пояснив, що гурт змінив свій підхід до написання пісень для цього альбому, починаючи писати мелодійніші пісні.
Сингли «Symphony of Destruction», «Sweating Bullets», «Skin o 'My Teeth» і «Foreclosure of a Dream» стали хітами і найвпізнаванішими піснями гурту.
Альбом номінувався на Греммі в 1993 році в номінації «Найкраще метал виконання» («Best Metal Performance»), отримав подвійну платину за підсумками продажів в США, потрійну платину в Канаді і золото в Австралії та Аргентині, будучи, таким чином, найбільш продаваним альбомом гурту. Назву альбому придумав Нік Менца, барабанщик гурту.
У листопаді 1992 року Megadeth випустили свій другий відео альбом Exposure of a Dream, а в грудні організували світове турне на підтримку Countdown to Extinction з гуртами Pantera та Suicidal Tendencies, за яким відбулося турне Північною Америкою зі Stone Temple Pilots в січні 1993 року. Через місяць, проте, концерти довелося скасувати через проблеми з наркотиками у Дейва Мастейна. Після шеститижневої реабілітації Мастейн тут же повернувся в Megadeth, і гурт записав пісню «Angry Again» для саундтрека до фільму Останній кіногерой. У червні цього ж року гурт взяв участь у фестивалі Milton Keynes Bowl разом з Metallica. Це був перший раз за десять років, коли Дейв Мастейн грав на одній сцені зі своїми колишніми «одногрупниками». Сам Мастейн прокоментував це так: «Десять років дитячості між Metallica та Megadeth скінчилися!», — поклавши цим край ворожнечі двох гуртів. В липні Megadeth також запросили для участі в турі «Get A Grip US» легендарного рок-гурту Aerosmith, але були зняті з програми вже через сім днів через коментарі Мастейна з приводу «похилого віку» Aerosmith.
У жовтні-листопаді 1993 року Megadeth записали пісню «99 Ways to Die», яка 1995 року номінувалася на «Греммі».

### 1994–95:Youthanasia
На початку 1994 року Megadeth возз'єдналися з со-продюсером Максом Норманом для початку роботи над наступним альбомом. З трьома членами гурту, які в той час проживали в штаті Аризона, початкова робота почалася в Phase Four Studios в Фініксі. Через кілька днів підготовки виробництва, проблеми з обладнанням Phase Four змусили гурт шукати альтернативну студію. Мастейн наполягав на записи в Аризоні, проте відповідне місце для запису не було знайдено. На прохання копродюсера Нормана, гурт вирішив побудувати свою власну студію звукозапису всередині орендованого складу в Фініксі, штат Аризона, яка пізніше отримала назву «Fat Planet in Hangar 18». Поки студія будувалася, велика частина написання пісень і аранжувань мали місце в Vintage Recorders в Фініксі.
Youthanasia вийшла 1 листопада 1994 року, дебютувавши на 4 позиції американських і швейцарських чартів, на 6 позиції британських чартів і на 9 позиції австралійських. Альбом був сертифікований на золото (це більш 500 000 копій) в Канаді вже через півгодини після початку продажів, а пізніше — і на платину, в тому числі і в США. Альбом відразу відзначився хітами «Train of Consequences» і «À Tout Le Monde», за якими вийшли відеокліпи.
У листопаді 1994 року Megadeth вирушили в турне в підтримку альбому, що тривало 11 місяців, ставши найбільшим туром Megadeth на сьогодні. До кінця 1995 року гурт відвідав Європу і Північну Америку, до якої приєдналися ряд відкриваючих гуртів, в тому числі Corrosion of Conformity, Korn та Fear Factory. Тур завершився появою на фестивалі Monsters of Rock в Бразилії, як співхедлайнерів разом з Елісом Купером і Оззі Осборном. У січні 1995 року гурт записав пісню «Diadems» для саундтрека до фільму «Байки зі склепу: Лицар-демон». У середині 1995 року вийшов мініальбом Hidden Treasures, що складався з пісень Megadeth, коли-небудь що увійшли до збірки, триб'ют і саундтреки до фільмів

### 1996–98:Cryptic Writings
Після масштабного світового турне на підтримку Youthanasia Megadeth йдуть у відпустку наприкінці 1995 року. Мастейн починає роботу над своїм сайд-проєктом MD.45 разом з вокалістом гурту Fear Лі Вінгом. Барабанщик Джиммі Деграссо (який місяцем раніше грав у гурті Еліса Купера в рамках південноамериканського туру Monsters of Rock) також увійшов до складу сайд-проєкту. Марті Фрідман побудував звукозаписну студію в своєму новому будинку в Феніксі, де почав роботу над сольним альбомом True Obsessions. В вересні 1996 року в Лондоні учасники Megadeth починають писати пісні для нового альбому, попередньо названого Needles and Pins. Творчий процес йшов під контролем нового продюсера Гілеса Мартіна, який сприяв зміні музики і текстів пісень. Багато текстів і назви пісень були змінені на прохання нового продюсера. Після проблем з оригінальною обкладинкою до альбому картинка була замінена на символ вірувань Вуду, а назва змінилася на Cryptic Writings.
17 червня 1997 Capitol Records випускають Cryptic Writings. Альбом дебютував на 10 рядку в чарті Billboard 200 і став шостим за рахунком альбомом Megadeth, що добився золотого статусу в США. Сингл «Trust» з цього альбому посів п'яте місце в Hot Mainstream Rock Tracks, що досі є найкращим досягненням гурту, а в 1998 році сингл навіть був номінований на премію Греммі в номінації «Найкраще метал виконання». Хоча альбом отримав досить змішані оцінки критиків, всі сингли з альбому («Trust», «Almost Honest», «Use the Man» і «A Secret Place») увійшли до першої двадцятки чарту Mainstream Rock Tracks. На пісні «Trust», «Almost Honest» і «A Secret Place» були зняті відеокліпи.
В червні 1997 року гурт вирушив у світове турне з гуртом The Misfits, за яким пішов тур по Америці з гуртами Life of Agony і Coal Chamber, а в липні приєднался до Ozzfest 98, під час якого Ніку Менці довелося покинути тур через проблеми з коліном (лікарі виявили пухлину). На заміну йому підшукали барабанщика Джиммі Деграссо, який так і залишився в гурті на постійній основі.

## Концерт в Україні
Megadeth виступив у Києві 13 березня 2011 року в рамках туру «European Carnage» на Міжнародному виставковому центрі. Сетліст гурту на той вечір включав такі класичні композиції, як Wake Up Dead, Hangar 18, Tornado of Souls, Symphony of Destruction і Holy Wars... The Punishment Due.

## Дискографія
- Killing Is My Business... and Business Is Good! (1985)
- Peace Sells... But Who's Buying? (1986)
- So Far, So Good... So What! (1988)
- Rust in Peace (1990)
- Countdown to Extinction (1992)
- Youthanasia (1994)
- Cryptic Writings (1997)
- Risk (1999)
- The World Needs a Hero (2001)
- The System Has Failed (2004)
- United Abominations (2007)
- Endgame (2009)
- Thirteen (2011)
- Super Collider  (2013)
- Dystopia (2016)
- The Sick, the Dying... and the Dead! (2022)

## Нагороди і номінації
Classic Rock Roll of Honour Awards:
- 2014: Metal Guru — Дейв Мастейн

Clio Awards:
- 2016: Silver Winner — «The Megadeth VR Experience»

Genesis Awards:
- 1993: Doris Day Music Award — Countdown to Extinction

Греммі:
- 2017: Найкраще метал-виконання — «Dystopia»

Loudwire Music Awards:
- 2011: Метал альбом року — Thirteen
- 2011: Метал пісня року — «Public Enemy No. 1»

Metal Hammer Golden Gods Awards:
- 2007: Riff Lord — Дейв Мастейн
- 2015: Golden God — Дейв Мастейн

Revolver Golden Gods Awards:
- 2009: Golden God — Дейв Мастейн

## Виноски
1. ↑  Megadeth discography (англійською) . Megadeth.com. Архів оригіналу за 15 лютого 2012. Процитовано 18 лютого 2010. [Архівовано 2012-02-06 у Wayback Machine.]
2. ↑  Офіційний сайт Megadeth,«Megadeth Behind the Music Press Release», 2001, на Megadeth . com [Архівовано 21 жовтня 2006 у Wayback Machine.]
3. ↑  Офіційний сайт «Rock On The Net». «Grammy Awards: Best Metal Performance», на Rockonthenet.com [Архівовано 2012-09-01 у Wayback Machine.];
4. ↑  Офіційний сайт Megadeth,«Megadeth Disbands Press Release», 2006, на pr / disband.html Megadeth.com [Архівовано 9 червня 2013 у Wayback Machine.]
5. ↑  Офіційний сайт журналу Billboard. «Megadeth album chart positions», на Billboard.com
6. ↑  Мастейн, 2012, с. 96.
7. ↑  Мастейн, 2012, с. 97.
8. ↑  Мастейн, 2012, с. 132.
9. ↑  Rees & Crampton, 1999, с. 658.
10. ↑  Konow, 2009, с. 244.
11. ↑  Мастейн, 2012, с. 98.
12. 1 2  Мастейн, 2012, с. 101.
13. ↑  Мастейн, 2012, с. 105.
14. ↑  Мастейн, 2012, с. 92.
15. ↑  Мастейн, 2012, с. 100—101.
16. ↑  Unterberger та Hicks, 1999, с. 416.
17. 1 2  Мастейн, 2012, с. 114.
18. ↑  Мастейн, 2012, с. 117.
19. ↑  Мастейн, 2012, с. 115.
20. 1 2  Мастейн, 2012, с. 123.
21. ↑  Мастейн, 2012, с. 121.
22. 1 2  Мастейн, 2012, с. 126.
23. ↑  Эллефсон, 2013, с. 65.
24. 1 2  Мастейн, 2012, с. 126—127.
25. 1 2  Мастейн, 2012, с. 138.
26. ↑  Мастейн, 2012, с. 134.
27. ↑  Эллефсон, 2013, с. 74.
28. ↑  Мастейн, 2012, с. 135, 139.
29. 1 2  Мастейн, 2012, с. 140.
30. ↑  Мастейн, 2012, с. 142.
31. ↑  Количество проданных альбомов группы Megadeth на сайте RIAA. Архів оригіналу за 26 червня 2007. Процитовано 20 липня 2012.
32. ↑  Архів сертифікації Канады. Архів оригіналу за 11 січня 2016. Процитовано 20 липня 2012.
33. ↑  Джон Стікс. Deth Metal! (1992) (англійською) . The Realms of Deth. Архів оригіналу за 15 лютого 2012.
34. ↑  Джон Стікс. Trial by Fire (1992) (англійською) . The Realms of Deth. Архів оригіналу за 15 лютого 2012. [Архівовано 2012-02-14 у Wayback Machine.]
35. ↑  Джон Стікс. Megadeth vs. Metallica (англійською) . The Realms of Deth. Архів оригіналу за 15 лютого 2012.
36. ↑  Номінації та нагороди «Греммі». Архів оригіналу за 11 вересня 2012. Процитовано 30 липня 2010.
37. 1 2  Мастейн, 2012, с. 156.
38. ↑  Мастейн, 2012, с. 164.
39. ↑  Мастейн, 2012, с. 167.
40. ↑  EUROPEAN CARNAGE' TOUR KICKS OFF IN KIEV, UKRAINE. Megadeth (англ.). 14 березня 2017. Процитовано 6 лютого 2025.
41. ↑  Megadeth Setlist at MVC Hall, Kyiv. setlist.fm (англ.). Процитовано 6 лютого 2025.